# Roffiaen (tramhalte)
Roffiaen is een tramhalte van de Brusselse vervoersmaatschappij MIVB, gelegen in de gemeente Elsene.
De tramlijnen 7 en 25 volgen hier de Generaal Jacqueslaan, onderdeel van de Brusselse middenring. De halte bevindt zich ter hoogte van de kruising met de Boondaalsesteenweg, wat ook de oude naam van de halte is.
De halte is nu genoemd naar de eveneens vlakbij gelegen François Roffiaenstraat. Straat en halte eren de schilder François Roffiaen. Deze naamswijziging werd samen met een aantal andere naamswijzigingen doorgevoerd op 25 april 2007 gelijktijdig met een herinrichting van het Brusselse tramnetwerk.
Heizel · 
Sint-Lambertus · 
De Wand · 
Araucaria · 
Braambosjes · 
Heembeek · 
Van Praet · 
Docks Bruxsel · 
Prinses Elisabeth · 
Demolder · 
Paul Brien-ziekenhuis · 
Louis Bertrand · 
Heliotropen · 
Chazal · 
Leopold III · 
Meiser · 
Diamant · 
Georges Henri · 
Montgomery · 
Boileau · 
Pétillon · 
Arsenaal · 
VUB · 
Etterbeek Station · 
Roffiaen · 
Buyl · 
Ter Kameren-Ster · 
Legrand · 
Bascule · 
Longchamp · 
Gossart · 
Cavell · 
Churchill · 
Vanderkindere
Boondaal Station · 
Brazilië · 
Marie-José · 
Solbos · 
ULB · 
Johanna · 
Buyl · 
Roffiaen · 
Etterbeek Station · 
VUB · 
Arsenaal · 
Pétillon · 
Boileau · 
Montgomery · 
Georges Henri · 
Diamant · 
Meiser · 
Vaderland · 
Weldoeners · 
Wijnheuvelen · 
Robiano · 
Lefrancq · 
Liedts · 
Thomas · 
Noordstation · 
Rogier